# Pseudalutarius nasicornis
Pseudalutarius nasicornis és una espècie de peix de la família dels monacàntids i de l'ordre dels tetraodontiformes que es troba des de Sud-àfrica fins a Indonèsia, el sud del Japó i la costa oriental d'Austràlia.
És un peix marí, de clima subtropical i associat als esculls de corall que viu entre 1-55 m de fondària. Els mascles poden assolir 19 cm de longitud total. És inofensiu per als humans.